# Darja Viďmanová
Darja Viďmanová (* 9. Januar 2003 in Moskau) ist eine tschechische Tennisspielerin.

## Karriere
Viďmanová begann mit fünf Jahren das Tennisspielen und bevorzugt Hartplätze. Sie spielt bislang vor allem Turniere der ITF Juniors Tour sowie der ITF Women’s World Tennis Tour, auf der sie bislang sieben Einzel- und vier Doppeltitel erringen konnte.
2019 gewann Viďmanová das J1 Offenbach im Dameneinzel.
Bei den Australian Open 2020 erreichte sie sowohl im Juniorinneneinzel als auch im Juniorinnendoppel mit ihrer Partnerin Kristýna Lavičková das Achtelfinale. Bei den French Open 2020 erreichte sie im Juniorinneneinzel ebenfalls das Achtelfinale, im Juniorinnendoppel schied sie mit Partnerin Barbora Palicová aber bereits in der ersten Runde aus.
Ihr erstes Turnier auf der WTA Tour spielte Viďmanová im August 2020 bei den Prague Open 2020, als sie zusammen mit Partnerin Linda Fruhvirtová eine Wildcard für das Hauptfeld im Damendoppel erhielt. Die beiden verloren aber bereits ihr Erstrundenmatch gegen Cornelia Lister und Renata Voráčová mit 5:7 und 2:6. Beim anschließenden Prague Open Challenger, dem Qualifikationsturnier für die US Open 2020 erhielt sie eine Wildcard für das Dameneinzel, verlor dort aber bereits in der ersten Runde gegen Nadia Podoroska mit 2:6 und 1:6.

## Turniersiege

### Einzel
| Nr. | Datum             | Turnier            | Kategorie | Belag     | Finalgegnerin      | Ergebnis      |
| --- | ----------------- | ------------------ | --------- | --------- | ------------------ | ------------- |
| 1.  | 14. Juli 2024     | Kuršumlijska Banja | ITF W15   | Sand      | Kamilla Bartone    | 6:1, 7:65     |
| 2.  | 21. Juli 2024     | Kuršumlijska Banja | ITF W15   | Sand      | Kristiana Sidorowa | 6:2, 7:5      |
| 3.  | 8. September 2024 | Punta Cana         | ITF W35   | Sand      | Alexandra Vecic    | 3:6, 6:0, 6:4 |
| 4.  | 10. November 2024 | Miami              | ITF W35   | Hartplatz | Mayu Crossley      | 4:6, 6:4, 6:1 |
| 5.  | 1. Juni 2025      | Santo Domingo      | ITF W35   | Sand      | Ana Sofía Sánchez  | 6:1, 6:1      |
| 6.  | 8. Juni 2025      | Sumter             | ITF W75   | Hartplatz | Cadence Brace      | 7:5, 6:1      |
| 7.  | 6. Juli 2025      | Cary               | ITF W100  | Hartplatz | Monika Ekstrand    | 6:3, 6:1      |

### Doppel
| Nr. | Datum         | Turnier            | Kategorie | Belag     | Partnerin          | Finalgegnerinnen                  | Ergebnis          |
| --- | ------------- | ------------------ | --------- | --------- | ------------------ | --------------------------------- | ----------------- |
| 1.  | 31. Juli 2021 | Vejle              | ITF W15   | Sand      | Nicole Khirin      | Wiktorija Dema Eri Shimizu        | 7:67, 5:7, [10:8] |
| 2.  | 13. Juli 2024 | Kuršumlijska Banja | ITF W15   | Sand      | Kamilla Bartone    | Dimitra Pavlou Anja Stanković     | 6:4, 6:2          |
| 3.  | 20. Juli 2024 | Kuršumlijska Banja | ITF W15   | Sand      | Kamilla Bartone    | Madelief Hageman Draginja Vuković | 6:3, 6:3          |
| 4.  | 19. Juli 2025 | Granby             | ITF W75   | Hartplatz | Alexandra Vagramov | Saki Imamura Wakana Sonobe        | 7:65, 6:3         |